# Classe Soryu (sottomarino)
La classe Soryu (そうりゅう?, Sōryū, Drago blu/verde) è una classe di sottomarini d'attacco diesel-elettrici in servizio nella Forza marittima di autodifesa del Giappone. Inizialmente è stata chiamata progetto SS 2,900 ton (dal dislocamento) e 16SS (il 2003, anno in cui è  stato approvato il loro progetto, è il 16º del regno dell'imperatore Akihito).
Il progetto è un'evoluzione della classe Oyashio, dalla quale si distingue facilmente per i piani di coda a forma di X. I sottomarini della classe Soryu avevano così ottenuto il maggior dislocamento rispetto a tutti i sottomarini giapponesi dopo la seconda guerra mondiale. La classe è equipaggiata con motori Stirling costruiti dalla Kawasaki Heavy Industries su licenza della Kockums, che permettono immersioni più lunghe, e sono quindi i primi sottomarini air-independent propulsion giapponesi. Ogni unità ha un costo di circa 500 milioni di euro.

## Nome
Dopo la seconda guerra mondiale i sottomarini giapponesi sono stati battezzati con nomi di correnti oceaniche, ma la Marina giapponese ha cambiato questa convenzione con i Soryu, cominciando a battezzare i sottomarini con i nomi di creature mitologiche. Il capoclasse Soryu (そうりゅう?, Sōryū) ha preso il nome della portaerei della seconda guerra mondiale Soryu affondata nella battaglia delle Midway, ma letteralmente il nome significa "drago blu".

## Caratteristiche costruttive
La classe Soryu è successiva alla precedente classe Oyashio, della quale costituisce un notevole miglioramento. Innanzitutto il sottomarino è stato progettato di dimensioni maggiori per consentire l'installazione di un motore a combustione esterna di tipo Stirling ottenuto in licenza dalla svedese Kockums.  Questo motore permette di ricaricare le batterie in immersione estendendo la capacità di operare sott'acqua da giorni a settimane, ed essendo privo di parti in movimento è molto più silenzioso di un motore diesel convenzionale. Altri miglioramenti includono una maggiore automazione e un sistema di controllo assistito dal computer per il timone a forma di X, sviluppato originariamente dalla Kockums per la classe Gotland, che permette una grande manovrabilità e di operare molto vicino al fondale.

Lo scafo è in lega d'acciaio NS110 ed è ricoperto di materiale anecoico per diminuire il rumore emesso. Inoltre i sottomarini hanno superfici fortemente inclinate per ridurre la riflessione delle onde sonar, e aumentarne quindi la furtività. Un'altra caratteristica distintiva è la parte anteriore del muso molto pendente e angolata.
Il 4 ottobre 2018, a Kōbe, è stato varato l'SS-511 Ōryū, undicesimo battello della classe, e primo a essere dotato di batterie a ioni di litio sviluppate dalla GS Yuasa di Kyoto. Questa, nel febbraio 2017, annunciò che il Giappone sarebbe diventato il primo paese al mondo a equipaggiare i sottomarini diesel-elettrici con batterie agli ioni di litio al posto delle batterie al piombo.
Le batterie agli ioni di litio hanno una capacità maggiore a parità di ingombro, un peso notevolmente ridotto, e richiedono anche minore manutenzione.

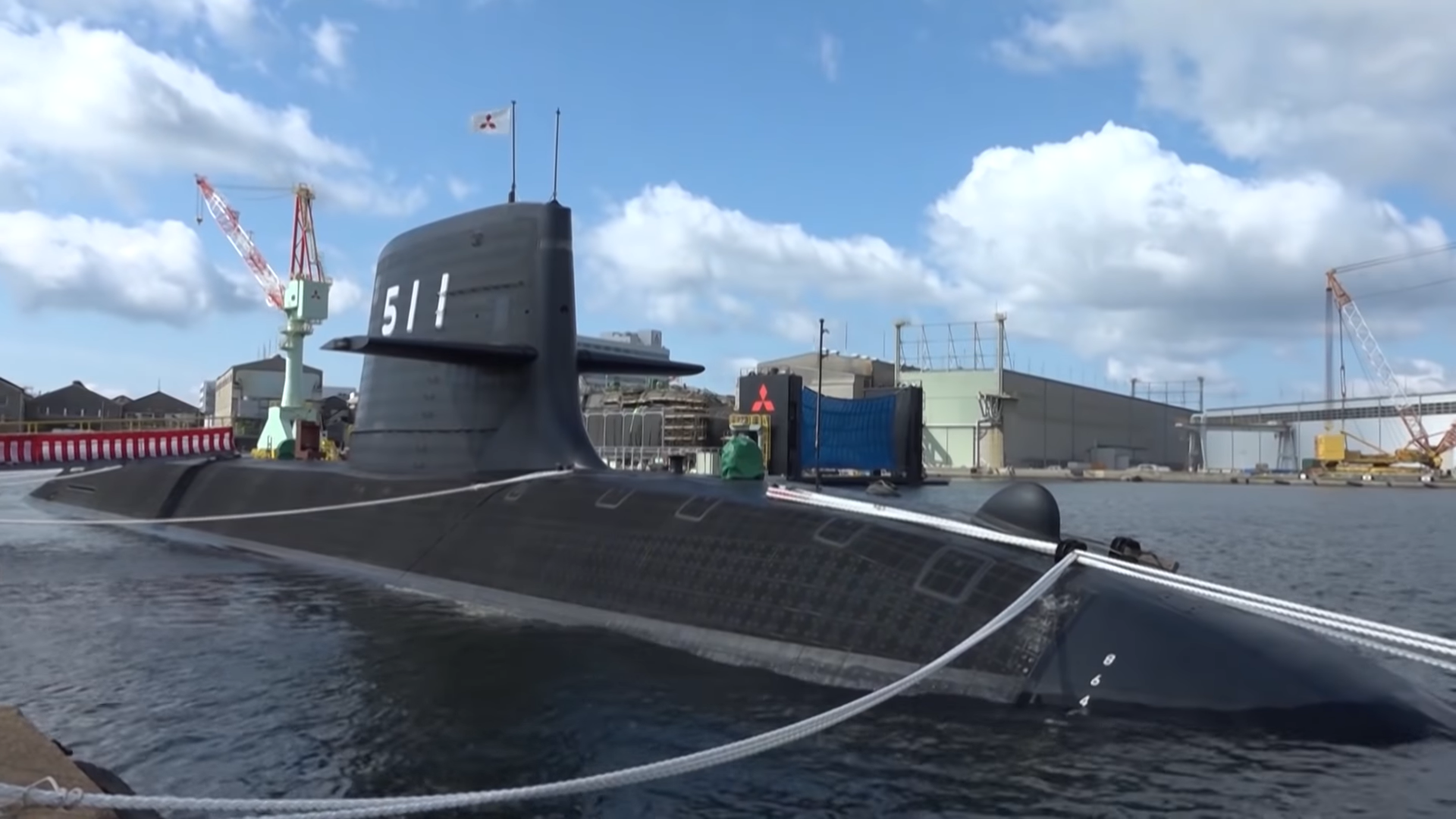
Il sottomarino Oryu, il primo al mondo dotato di batterie agli ioni di litio.

## Esportazione
Il Giappone aveva proposto la classe Soryu all'Australia per rimpiazzare i sottomarini classe Collins della Royal Australian Navy. Comunque il 26 aprile 2016 il primo ministro australiano Malcolm Turnbull annunciò che la Francia aveva ottenuto il contratto per la costruzione di dodici sottomarini basati sullo Shortfin Barracuda in sostituzione dei sottomarini della classe Collins, escludendo così il Giappone. Tuttavia anche quest'ultimo accordo è  stato poi rivisto e annullato.  

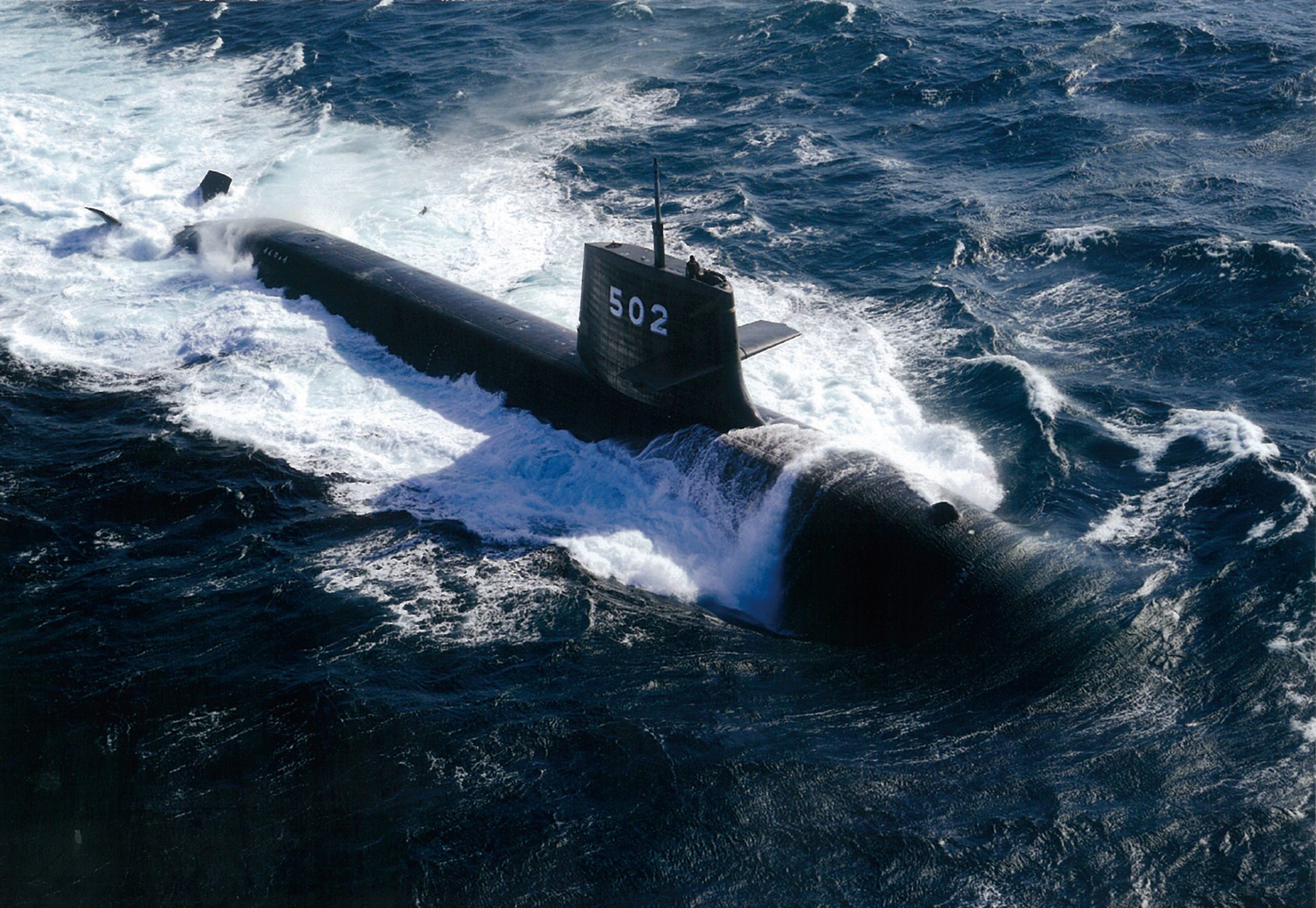
Il sottomarino Unryu.

Anche l'India e Taiwan hanno espresso interesse nell'acquisto di sottomarini classe Soryu. Durante una visita in Giappone del ministro della difesa Manohar Parikkar, questo ha chiesto al governo giapponese di partecipare al Project 75I per lo sviluppo di un sottomarino Air-independent propulsion per la Marina militare dell'India.

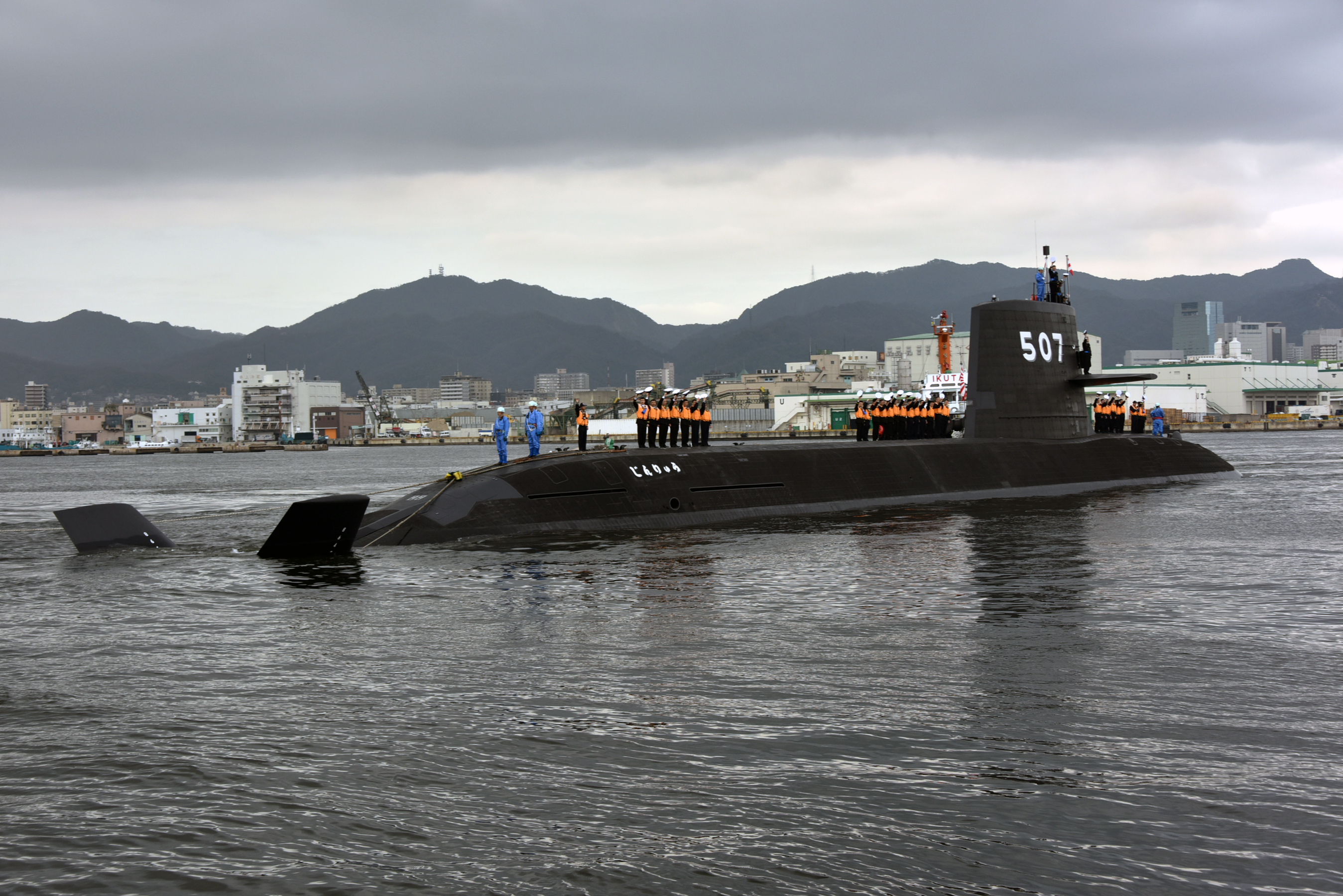
Il sottomarino Jinryu visto da dietro. Si possono notare i tipici timoni a forma di X.

## Unità
| Numero di costruzione | Pennant number | Nome                                              | Impostata        | Varata           | Commissionata | Porto base |
| --------------------- | -------------- | ------------------------------------------------- | ---------------- | ---------------- | ------------- | ---------- |
| 8116                  | SS-501         | Soryu (そうりゅう?, Sōryū, Drago blu/verde)       | 31 marzo 2005    | 5 dicembre 2007  | 30 marzo 2009 | Kure       |
| 8117                  | SS-502         | Unryu (うんりゅう?, Unryū, Drago delle nuvole)    | 31 marzo 2006    | 15 ottobre 2008  | 25 marzo 2010 | Kure       |
| 8118                  | SS-503         | Hakuryu (はくりゅう?, Hakuryū, Drago bianco)      | 6 febbraio 2007  | 16 ottobre 2009  | 14 marzo 2011 | Kure       |
| 8119                  | SS-504         | Kenryu (けんりゅう?, Kenryū, Drago spada)         | 31 marzo 2008    | 15 novembre 2010 | 16 marzo 2012 | Kure       |
| 8120                  | SS-505         | Zuiryu (ずいりゅう?, Zuiryū, Drago degli auspici) | 16 marzo 2009    | 20 ottobre 2011  | 6 marzo 2013  | Yokosuka   |
| 8121                  | SS-506         | Kokuryu (こくりゅう?, Kokuryū, Drago nero)        | 21 gennaio 2011  | 31 ottobre 2013  | 9 marzo 2015  | Yokosuka   |
| 8122                  | SS-507         | Jinryu (じんりゅう?, Jinryū, Drago benevolo)      | 14 febbraio 2012 | 8 ottobre 2014   | 7 marzo 2016  | Kure       |
| 8123                  | SS-508         | Sekiryu (せきりゅう?, Sekiryū, Drago rosso)       | 15 marzo 2013    | 2 novembre 2015  | 13 marzo 2017 | Kure       |
| 8124                  | SS-509         | Seiryu (せいりゅう, Seiryū, Drago puro)           | 22 ottobre 2013  | 12 ottobre 2016  | 12 marzo 2018 | Yokosuka   |
| 8125                  | SS-510         | Shoryu (し ょ う り ゅ う, Shōryū, Drago volante) | 28 gennaio 2015  | 6 novembre 2017  | 18 marzo 2019 | Kure       |
| 8126                  | SS-511         | Oryu (お う り ゅ う, Ōryū, Drago fenice)         | 16 novembre 2015 | 4 ottobre 2018   | 5 marzo 2020  | Kure       |
| 8127                  | SS-512         | Toryu (とうりゅう, Tōryū, Drago combattente)      | 27 gennaio 2017  | 6 novembre 2019  | 24 marzo 2021 | Yokosuka   |

## Galleria d'immagini

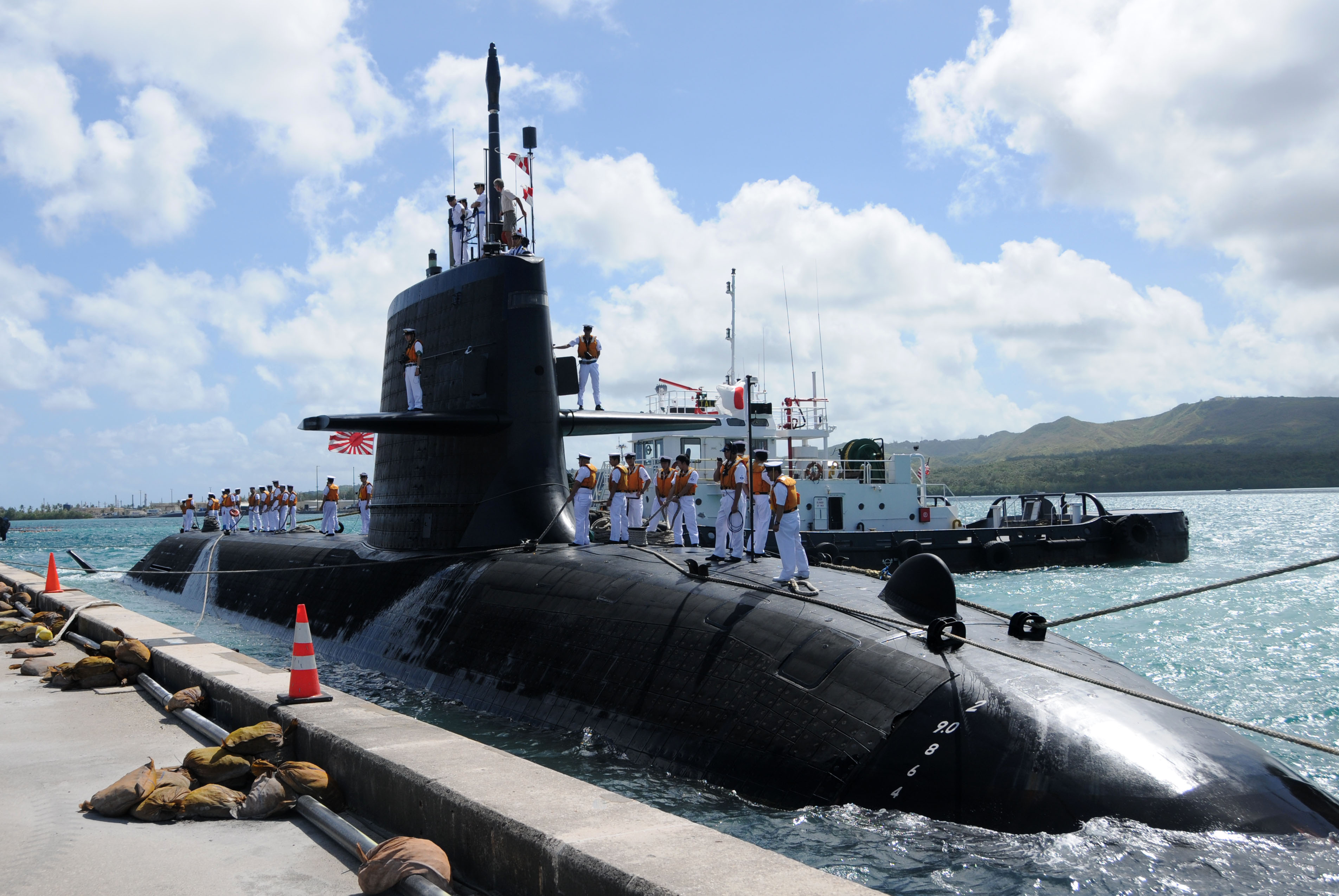
L'Hakuryu in visita a Guam nel 2013
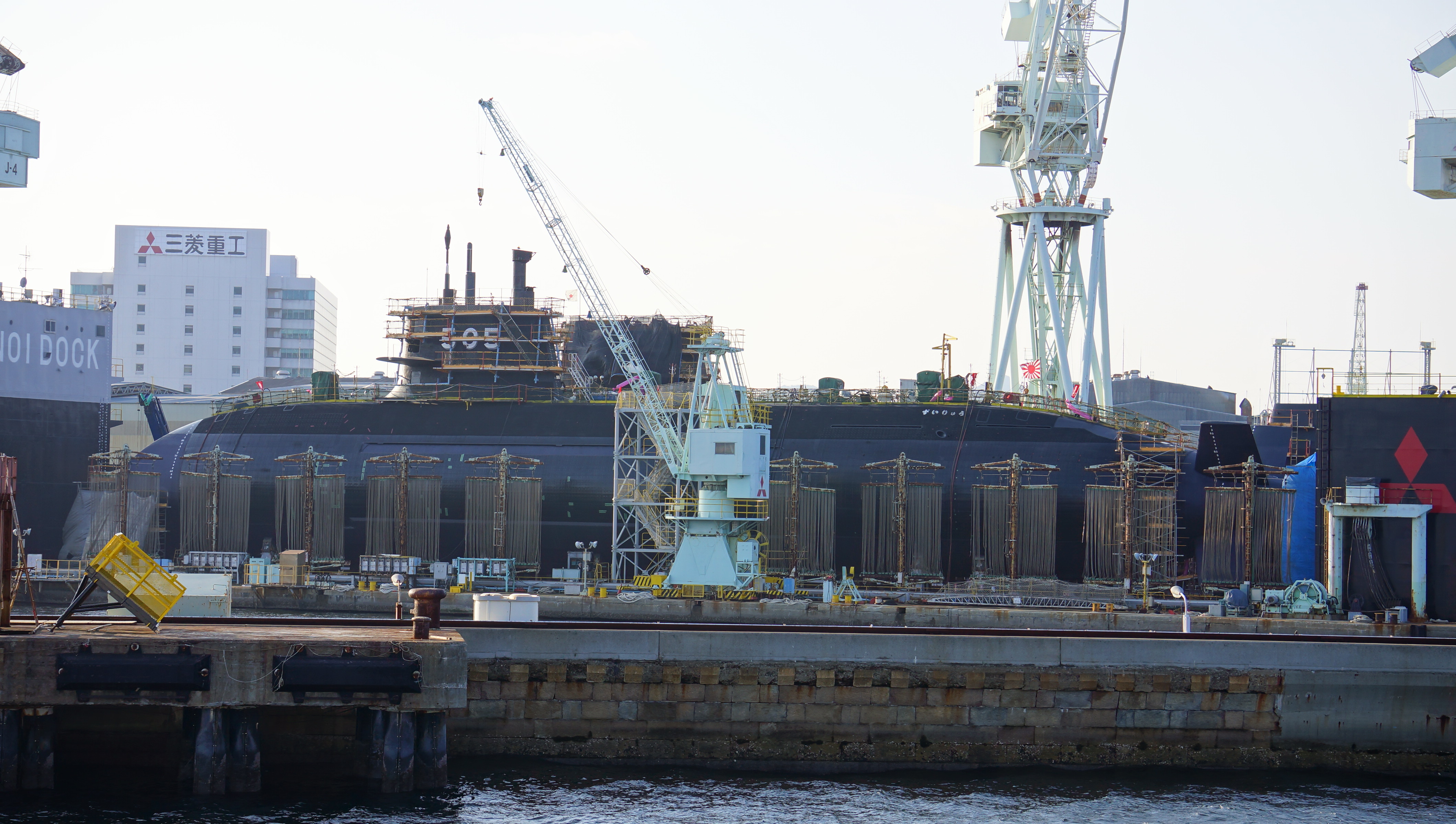
Lo Zuiryu in costruzione